# Zalnando
Zalnando (Cimahi, 25 de dezembro de 1992) é um futebolista indonésio que joga como Lateral Esquerdo para Sriwijaya na Liga 1.

## Carreira

### Sriwijaya F.C.
Zalnando incluído no plantel de Sriwijaya FC para Campeonato de futebol da Indonésia 2016 Série A. Zalnando faz sua estréia contra o Persiba Balikpapan na segunda semana do ISC A.

## Carreira internacional
Zalnando fez sua primeira carreira na seleção nacional ao jogar pela Sub-16 da Indonésia em Campeonato juvenil 2011 da AFF Sub-16 E Zalnando após a seleção da equipe nacional U23 para Jogos do Sudeste Asiático de 2015. 
Ele fez sua estréia internacional por Indonésia em 21 de março de 2017, contra Mianmar, onde ele vem como um substituto.